# نکسوس ۶
نکسوس ۶ فبلتی می‌باشد که مشترکاً توسط گوگل و موتورولا ساخته شده‌است و دارای سیستم‌عامل اندروید آب نبات چوبی می‌باشد. جانشین نکسوس ۵، ششمین اسمارت فون سری نکسوس گوگل است که توسط گوگل و با سیستم‌عامل اندروید خام به بازار عرضه می‌شود و توسط یک شریک تولیدکننده سخت‌افزار، ساخته می‌شود. نکسوس ۶ سخت‌افزاری مشابه نسل دوم موتو ایکس دارد.

## سخت‌افزار

### صفحه نمایش
نکسوس ۶ دارای صفحه نمایشی ۵٫۹ اینچ با رزولوشن کواد اچ دی از نوع امولد می‌باشد که از دانسیته 493ppi بهره می‌برد.

### بلندگو
بلندگوهای این دستگاه واقعاً فوق‌العاده هستند و مانند موتوایکس ۲۰۱۴ هستند. این دستگاه دارای دو بلندگوی استریو در بالا و پایین خود است که کیفیت بالایی دارند.
البته بلندگو بالایی همانند موتو ایکس ۲۰۱۴ جنبه تزئینی دارد

### پردازنده
این فبلت از پردازنده کوالکام اسنپ دراگون ۸۰۵ به همراه کلاک ۲٫۶۵ گیگاهرتز است. اندروید ال برپایه ۶۴ بیت نوشته شده‌است ولی جالب اینجاست که این پردازنده برپایه ۳۲ بیت است. شتاب‌دهنده گرافیکی یا پردازنده گرافیکی این دستگاه نیز آدرنو ۴۲۰ است.

### دوربین
دوبین این فبلت ۱۳ مگاپیکسلی می‌باشد و از تکنولوژی OIS بهره می‌برد. لنز این دوربین توسط سونی ساخته شده و مدل IMX 214 می‌باشد که از جدیدترین تکنولوژی‌ها بهره‌مند است. دیافراگم یا گشادگی این دوربین F/2.0 می‌باشد. همچنین می‌توانید با این دوربین، با کیفیت 4K و با نرخ سرعت ۳۰ فریم بر ثانیه فیلم‌برداری کنید. همه این‌ها در کنار امکانات جدید عکس برداری در اندروید آب نبات چوبی باعث می‌شود تصاویر بسیار باکیفیتی بگیرید.

### باتری
باتری این دستگاه ۳۲۰۰ میلی‌آمپر که با توجه به بهینه بودن اندروید آبنبات‌چوبی، قدرتمند است. البته قابلیت توربو در این دستگاه باعث می‌شود که با ۱۵ دقیقه شارژ بتوانید ۶ ساعت از دستگاهتان استفاده کنید.

## سیستم‌عامل
این دستگاه طبق رسم هرساله، اولین دستگاهی است که اندروید آبنبات‌چوبی را به خود دیده‌است. این نسخه از طراحی متریال یا تخت بهره می‌برد که حس بسیار خوبی را به کاربر انتقال می‌دهد و زیبایی زیادی دارد. این اندروید بر پایه ۶۴ بیت نوشته شده‌است. به همین دلیل فعلاً با نسخه اگزینوس سامسونگ گلکسی نوت ۴ هماهنگی بالایی دارد.

## کارایی
پردازنده گوشی ساخت کوآلکام است. این پردازنده ۴ هسته‌ای که اسنپدراگون ۸۰۵ نام دارد می‌تواند سرعتی برابر ۲٫۷ گیگاهرتز را برای گوشی به همراه بیاورد. از نظر کارایی نباید نگران باشید زیرا این پردازنده در حال حاضر قوی‌ترین پردازنده موبایلی است که روی گوشی‌های موبایل می‌بینیم.
در کنار این پردازنده قدرتمند یک رم ۳ گیگابایتی قرار دارد که به حرکت روان منوها و قابلیت‌های مولتی تسکینگ کمک بسیار زیادی می‌کند.
در گوشی‌های سامسونگ، اچ تی سی و دیگر گوشی‌های اندرویدی که روی آن‌ها اندروید خالص نصب نیست همیشه مشکل پر شدن رم وجود دارد، اما اندروید خالص این مشکل را برای گوشی به وجود نمی‌آورد در ضمن اینکه گوشی رم ۳ گیگابایتی دارد همیشه نیمی از رم خالی است.
گفتیم اندروید خالص؛ تجربه کار با اندروید خالص آن هم از نوع آب نبات چوبی آن چیزی نیست که بتوان به راحتی از آن گذشت. این سیستم‌عامل به خوبی هر چه تمام تر کار می‌کند و قدرت گوگل را به رخ همه می‌کشد.